# Fort Benning South
Fort Benning South es un lugar designado por el censo ubicado en el condado de Chattahoochee en el estado estadounidense de Georgia. En el censo de 2000, su población era de 11.737. 

## Geografía
Fort Benning South se encuentra ubicado en las coordenadas 32°21′36″N 84°56′4″O / 32.36000, -84.93444 (32.359866, -84.934566).  Según la Oficina del Censo, la localidad tiene un área total de 22,5 km² (8,7 mi²), de la cual 22,2 km² (8,6 mi²) es tierra y 0,3 km² (0,1 mi²) (1.3%) es agua.

## Demografía
Según la Oficina del Censo en 2000 los ingresos medios por hogar en la localidad eran de $41,483, y los ingresos medios por familia eran $40,913. Los hombres tenían unos ingresos medios de $21,367 frente a los $20,463 para las mujeres. La renta per cápita para la localidad era de $13,789. 